# Maksim Paskotši
Maksim Paskotši, né le 19 janvier 2003 à Tallinn en Estonie, est un footballeur international estonien qui joue au poste de défenseur central à La Gantoise.

## Biographie

### Carrière en club
Paskotši fait ses débuts senior avec le FC Flora le 20 juin 2020, titularisé en défense centrale lors de la victoire 4-2 en coupe d'Estonie contre le FC Elva, son équipe remportant par la suite la compétition, avec le jeune défenseur sur le banc,.
Après ces premières apparitions avec le club qui règne alors sur le championnat estonien, le jeune joueur estonien de 17 ans est transféré au Tottenham Hotspur Football Club, dont il intègre initialement l'équipe des moins de 18 ans. Auparavant il avait notamment figuré sur les tablettes du PSV Eindhoven, où il avait fait un essai en 2019.
Il s'illustre d'abord avec les moins de 18 ans du club de Londres, marquant notamment 5 buts en 14 matchs de championnat, malgré sa position de défenseur central,.
Paskotši fait ses débuts avec l'équipe senior de Tottenham le 19 août 2021, entrant en jeu lors du match de barrage de la première édition de la Ligue Europa Conférence contre Paços de Ferreira, qui se solde par une défaite 1-0 à l'extérieur, sans néanmoins empêcher à son équipe de se qualifier pour la phase de groupe, à la suite de la victoire 3-0 au retour.
Le 6 septembre 2023, Paskotši intègre l'équipe suisse du Grasshopper Club Zurich pour un contrat de 3 ans

### Carrière en sélection

#### Équipes de jeunes
Capitaine titulaire avec l'équipe des moins de 17 ans estonienne en 2019, Paskotši fait partie de l'équipe estonienne destinée à jouer son premier euro de catégorie l'année suivante, qui doit avoir lieu en Estonie,.
Paskotši était déjà capitaine de la sélection balte une première fois avec les moins de 16 ans lors d'une victoire 3-1 contre l'Irlande du Nord en 2018,, dans une équipe aux performances déjà prometteuses.
Mais c'est bien en 2019, avec l'Euro en ligne de mire, que le jeune défenseur va s'illustrer avec les moins de 17 ans, notamment dès février avec une victoire 2-0 en match non officiel contre l'équipe B des Pays-Bas. Il récupère le brassard de capitaine une première fois en match officiel lors d'une rencontre face aux Bleuets le 19 mars 2019, deux jours avant que son équipe obtienne une victoire 2-1 remarquée face à ces français, dans une équipe qui comptait pourtant dans ses rangs des joueurs comme Elye Wahi, Florent Da Silva (en), Soumaïla Coulibaly, Warren Bondo ou encore Édouard Michut,.
Ayant remporté haut la main un tournoi quadrangulaire contre la Lituanie, les Îles Féroé et le Liechtenstein en avril,, Paskotši et ses coéquipiers enregistrent une nouvelle victoire retentissante le 27 août 2019 contre la Suède d'Oscar Vilhelmsson et Emil Roback (en), remportant ce match amical 3-1 après avoir été initialement menés au score, le capitaine Paskotši marquant le premier but des siens de la tête.
Pour conclure cette année féconde, les moins de 17 ans estoniens participent à un autre tournoi amical avec le Portugal, l'Espagne et la Slovénie : si l'équipe de Paskotši commence par deux défaites 2-0, elle parvient tout de même à arracher une victoire 3-2 contre la sélection espagnole de Marc Casadó, Alejandro Balde et le capitaine Israel Salazar (en), qui est alors une des plus cotées d'Europe, et qui remporte malgré tout ce tournoi à quatre équipes,.
Mais le parcours de cette équipe des moins de 17 ans s'arrête là car l'Euro prévu en Estonie en 2020 étant finalement annulé à cause de la pandémie de covid-19. Il ne fera son retour sur la scène internationale qu'avec l'équipe d'Estonie.

#### Équipe senior
Paskotši fait ses débuts internationaux avec l'Estonie le 24 mars 2021 lors d'un match de qualification pour la Coupe du monde 2022 contre la Tchéquie,.
Il joue tous les matchs de cette fenêtre international, enchainant trois titularisations en défense centrale — à deux ou à trois — au sein d'une équipe d'Estonie qui fait figure de petit poucet européen et perd tous ses matchs. Le dernier match, perdu seulement 1-0 contre la Suède de Marcus Berg et Zlatan Ibrahimović, fait ainsi figure de performance encourageante,,,.
Il s'impose par la suite malgré son jeune âge comme un titulaire dans une équipe d'Estonie qui malgré son statut modeste obtient plusieurs résultats en qualification à la coupe du monde : dans une défense à 3  — ou 5 — il est titularisé comme défenseur central axial contre le pays de Galles, où il parvient à maintenir une clean sheet face au trio Bale-Roberts-James,, ou encore au poste de piston droit, lors d'une victoire 2-0 contre la Biélorussie,,.

## Palmarès
Avec le FC Flora, Paskotši fait partie de l'effectif qui remporte la Meistriliiga 2020, sans toutefois faire ses débuts dans le championnat. Il joue en revanche un rôle dans la campagne victorieuse en coupe d'Estonie, titulaire en demi sur le banc mais remplaçant n'entrant pas en jeu en finale,.